# ブルネイの歴史
ブルネイの歴史（ブルネイのれきし）では東南アジア島嶼部北部に位置する国、ブルネイの歴史を扱う。

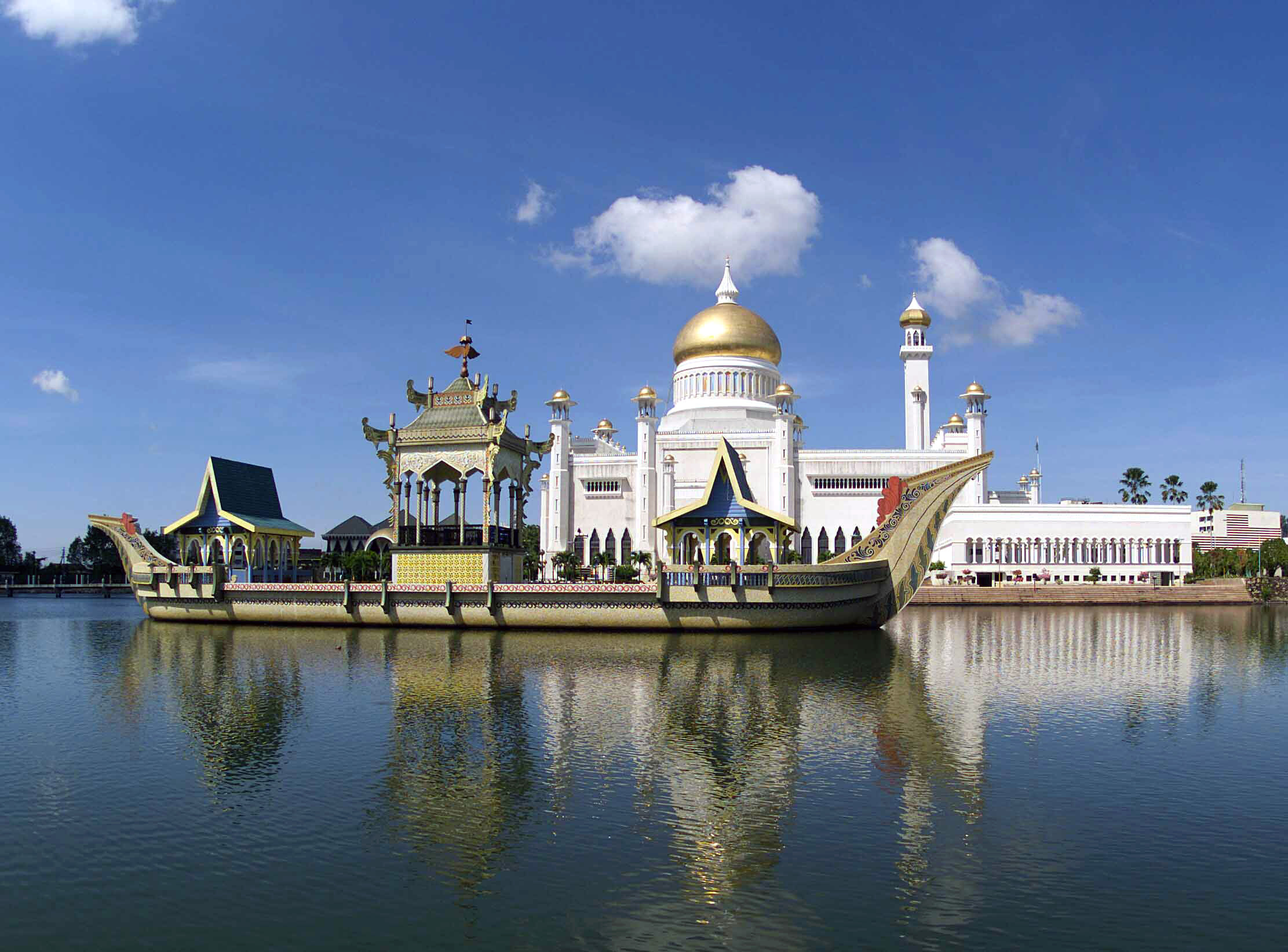
現代のブルネイ 首都バンダルスリブガワンのモスク

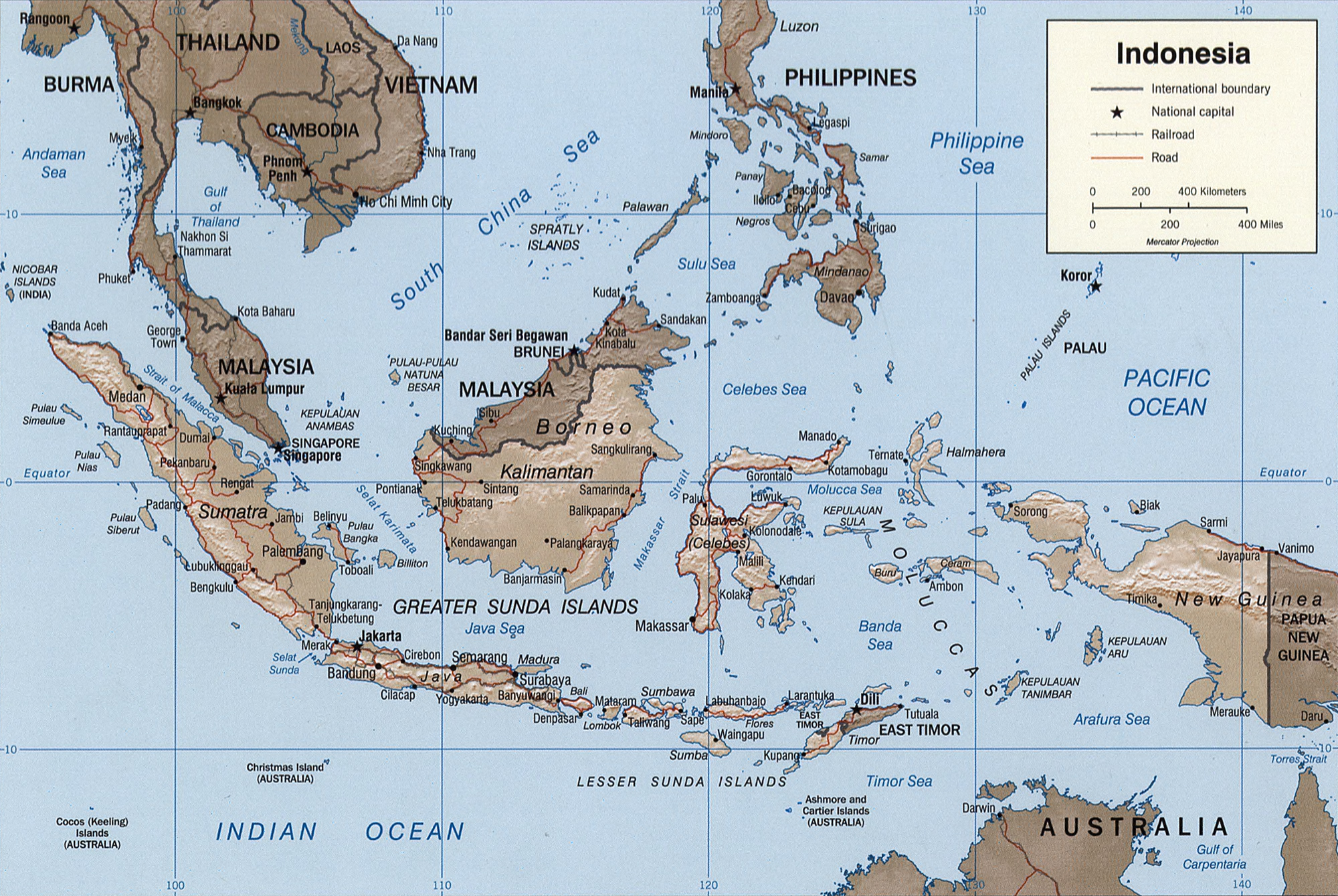
東南アジア島嶼部の全体図

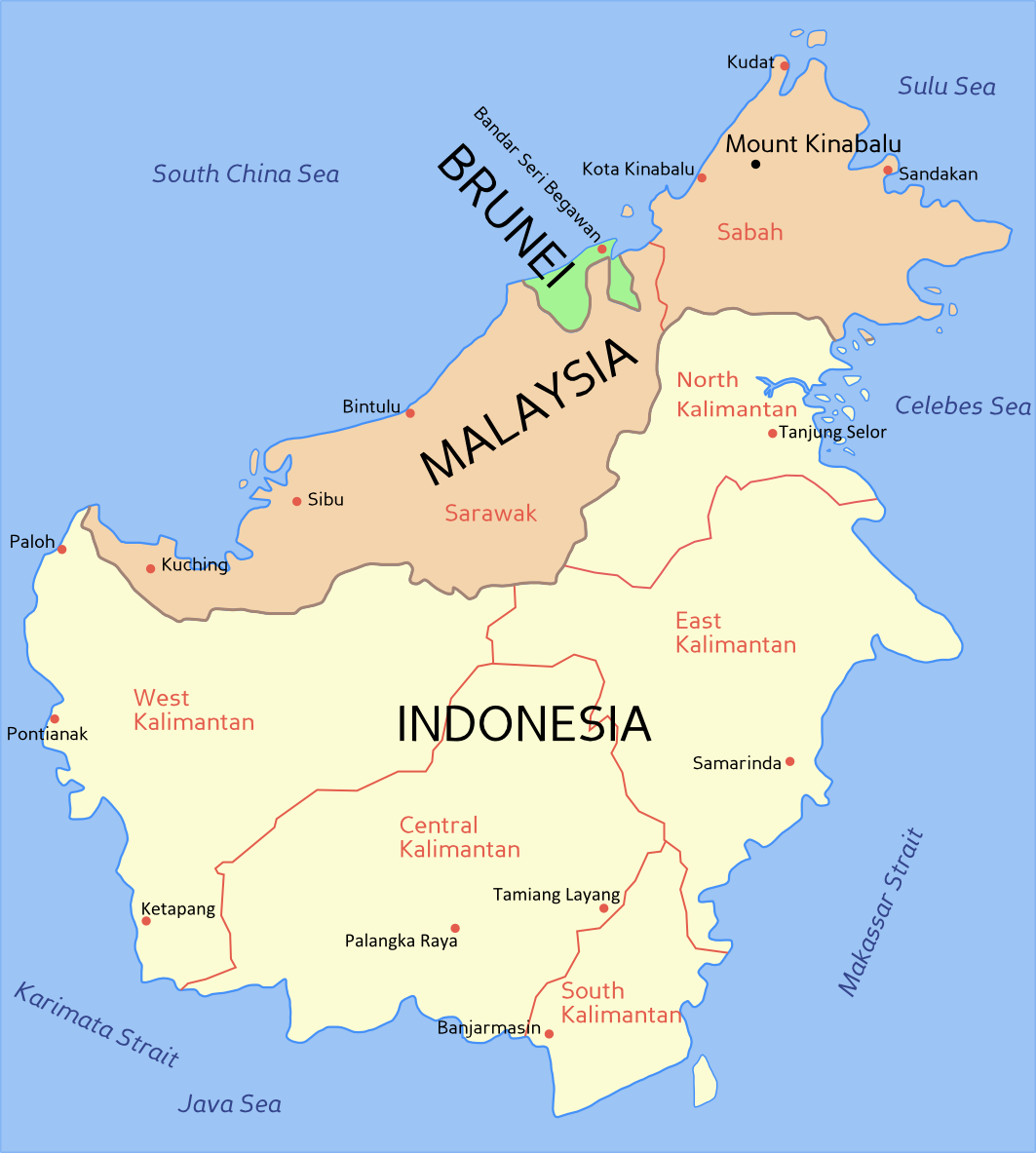
グリーンランド、ニューギニアに次ぎ、面積世界第3位の島ボルネオ島（カリマンタン島）の名はブルネイに由来する。版図が最大であった17世紀ごろはボルネオ島の北東部沿岸部全体を支配していた（山岳部を除く薄茶色の領域にほぼ相当）。現在はマレーシア領（薄茶色）に囲まれた小国（緑色）である。

## 序論
まず、ブルネイの歴史を形成した要因について触れる。ブルネイの歴史は、東南アジア島嶼部という地理的な条件に強く依存している。その条件とは (1) 熱帯雨林、(2) 世界最大の多島海、(3) 大文明の交通路（隘路）、というものである。人口は約45万人面積は約6000万平方キロメートル
(1)  の条件は絶対的である。近代に到るまでブルネイを含む東南アジアでは、農業における土地生産性は温帯諸地域に比べ極端に低かった。というのも、熱帯雨林の土壌は栄養塩類の溶脱が激しいため農地には不向きであり、それよりも生産性の低い小規模農耕、たとえば山岳部の照葉樹林地帯における陸稲や小規模な棚田におけるジャポニカ種の水稲栽培、熱帯雨林ではあっても溶脱した栄養塩類が集積する低湿地におけるサゴヤシ栽培、生産性が低く何年も継続耕作すると地力消耗が起きてしまうが、短期的には森林土壌に森林バイオマスにトラップされた栄養塩類を注ぎ込むことができる焼き畑におけるイモ類栽培といったものが、農業の基盤となってきたからである。現代においては人口過剰な東南アジアという像が確立しているが、これは比較的最近になってから大河の河口デルタ地帯でインディカ種の水稲栽培を行う大規模な稲作地帯が開墾されてからの現象である。そのため食糧生産基盤が脆弱だった19世紀に至るまでは大陸部のデルタを含む東南アジアは、他地域と比べ人口過疎地域だったのである。一方、熱帯雨林は野生生物の多様性が極めて高く、熱帯特有の動植物、特に他の地域に例を見ない香辛料や薬用植物、高価な工芸用木材などといった付加価値が高い天然生物資源を産するため、より生物多様性の低い近接したふたつの高度文明地帯、すなわちインドと中国を交易対象とした天然資源の採取という形での資源開発は進み、交易を基盤とした王朝や文化が花開いた。
(2) は熱帯雨林という特性と相まって、面的に広がる一円的な領土を持たない国家群、人を寄せ付けない内陸部と切り離された沿岸同士で相互交流を欠いたまま、別個に文化、物質を交換するという地域社会のあり方を促進した。たとえば、ボルネオ島山岳部にはダヤク人と呼ばれる山岳少数民族が暮らしていたが、ブルネイの記録には18世紀に至るまでダヤク人が登場しない。沿岸部と山岳部が全く異なる文化圏に属しており、相互の交流に乏しいことが分かる。
(3) の条件が要因となって、他地域との交流が他のどの世界と比べても進んだ。古代から近現代に到るどの時代においても軽工業製品を自国で生産するよりも輸入した方が安かったほどである。いずれの特性もブルネイの歴史に対し、強い影響を与えた。

ブルネイと他の東南アジア島嶼部諸国との違いも3点にまとめられるだろう。(1) 貿易の結節点に位置していない、(2) 周囲に他の都市国家（港市国家）がなく、港市国家間の抗争の影響を受けていない、(3) 19世紀に至るまでヨーロッパ人の搾取の対象となる資源を生み出しえなかった、という特徴である。
沿岸貿易の結節点は島嶼部東南アジアに分類されるマレー半島とスマトラ島、さらに焦点を絞ればマラッカ海峡周辺となる。ブルネイはマラッカ海峡と中国との間に位置し、中継点とはなっていたが、産物の性質、規模から、結節点とはならなかった。特有の香辛料を大量に産するモルッカ諸島（マルク諸島）はボルネオ島自体を挟んで、ちょうど裏側の位置となるため、モルッカ諸島獲得の争いともほぼ無関係でありえた。
東南アジア島嶼部、特にマレー半島、スマトラでは、川が都市の基盤となった。ジャワにおいても古代における内陸部の国家をのぞけばやはり河川が都市国家の基盤である。これは、熱帯雨林においては河川だけが大人口を支える基盤となり得たからである。川のない沿岸部はマングローブ林が繁茂し、陸と海の境界さえはっきりしない不毛の地であった。内陸部に侵入しようとしても、河川交通以外の手段はなく、ヨーロッパ人による植民地化も沿岸を飛び石伝いに進み、全域が植民地化されるまで300年、実に第一次世界大戦直前にいたるまでの期間を必要とした。

ブルネイはブルネイ湾に注ぎ込むブルネイ川の河口に成立した国家だが、都市国家を生む条件が周囲に整っておらず、いわば孤立していた。

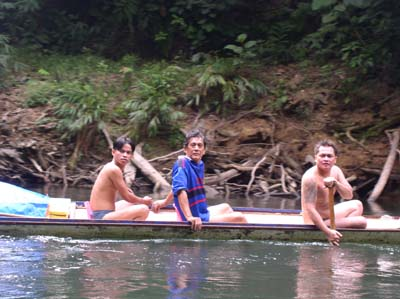
ボルネオ島（マレーシア領）における現代の狩猟
長い歴史時代に渡って、川こそが人々の生活を支える交通路、農地、狩猟の場であった

3番目の特徴は、どのような農法を採ったとしてもブルネイ周辺ではヨーロッパ人の興味の対象となる商品作物を産しえなかったこと、特異な香料、鉱物資源が見つからなかったことを意味している。鉱業やプランテーション農園のために大量の外国人が導入された他の東南アジア島嶼部諸国では、マレーシアにおけるマレー人、インド人、中国人のように、宗主国の人種分断政策によって独立後も民族融和が進まず、深刻な国内対立が生まれている。このような問題もブルネイとは無関係であった。
以上から、島嶼部を含む東南アジア諸国の中でも、ブルネイは最も安定し、平穏な時が流れた国であると要約できるだろう。ブルネイ王朝自らも、東南アジア、さらに世界において最も長く続いた王朝であると自国の歴史を規定している。少なくとも先住民族の文化・王国がいずれも滅んだ東南アジア大陸部はもちろん、戦争と侵略に応じて国の位置を変えていった他の東南アジア島嶼部諸国と比べ特徴のある歴史を持つとは言えるだろう。
ブルネイ史の結節点となったのは、16世紀におけるポルトガル・スペインとの関係、19世紀におけるイギリス人のジェームス・ブルックとの交渉と戦闘、第二次世界大戦後のマレーシアとの関係である。いずれも、ブルネイの勢力圏・版図を絞り込む方向に働いたが、国自体の消滅は免れた。
以下では、ボルネオ島を中心とする東南アジア島嶼部の自然条件に触れたのち、紀元前2万年の過去から、現代に及ぶ、ブルネイと周辺地域の歴史を時代を追って紹介する。

## 東南アジア島嶼部の自然条件
東南アジア島嶼部は全域が熱帯に位置し、乾期が訪れる東部の一部地域を除けば、広大な熱帯雨林がどこまでも続いていた。熱帯雨林は生物の生産性自体は高いものの、大集団のヒトの生存には適していない。山岳地帯と沿岸部を除けば、地表からはるか数十メートル上空の林冠というヒトの手の届かない位置でバイオマスが生産されているからである。
つまり、東南アジア島嶼部は、ジャワ島など一部を除いて農業には不向きである。

### 熱帯雨林

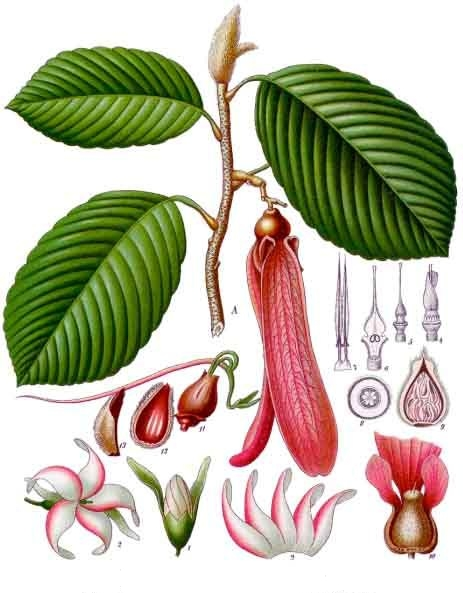
フタバガキ科の樹木 Dipterocarpus retusus の葉、花、実。ボルネオの低地熱帯雨林は世界で最も多様性に富む。植物相は1万5000種からなり、1haあたり240の種が見られ、特に優勢な種は見当たらない。唯一、フタバガキ科の樹木が東南アジアの熱帯雨林全般で優占しており、特にボルネオ島で目立つ。樹冠を形成するのは24mから36m、最大65mに達するフタバガキ科の樹木であり、樹冠の80 %を占める。最大直径2 mにもなり、現在ではラワン材として輸出の対象となる。和名は二つの羽根が生えた実を付けることに由来する。実はテンカワン油の原料となるが結実が4年に一度であるため、山岳民族ダヤク人が利用していたものの、産業として確立しにくかった。

熱帯雨林（熱帯多雨林）は、温帯雨林とは全く異なる構造をもつ。一つの林が高さによって3層に分かれ、最上層はフタバガキを主とし、他にマメ科の植物が見られる。幹に枝がなく、先端部にのみ葉がみられることが特徴である。地上30 mから70 mに広がる。中間層は、クスノキ科、ブナ科などの樹木からなり、20 mから30 mの範囲を占める。互いの樹木の先端部、すなわち樹冠が接触し、互いに覆いかぶさっているため、地上からは上空が一切見通せない。下層部はトウダイグサ科、クワ科の樹木からなり、10 m前後である。
現代のブルネイにおいてもブルネイ・ウルテンブロン国立公園に高さ80 mに達する樹木の間を吊り橋で歩いて見学するキャノピー・ウォークウェイが設置されている。
このような森林がボルネオ島全域、東南アジア島嶼部の大部分を覆っていた。日照がなく、常に湿度が100 %近いため、ヒトの生存には向かない。さらに落葉や倒木などはすぐにシロアリを主体とした分解者によって消費されてしまうため、土壌には腐食質（腐葉土）が蓄積しない。さらに熱と水の影響を受け、酸化アルミニウムと酸化鉄以外の構成分が速やかに溶脱してしまうために、土壌は非常にやせている。温帯林では生態系を支える栄養塩類のかなりの部分が土壌に保持されているが、熱帯雨林の森林生態系を支える栄養塩類は土壌にではなく速やかに樹木やその林冠部に発達した着生植物群落によって回収されてしまい、そのバイオマスとして保持されている。
従って、焼き畑などで農地を開いても、主たる栄養塩類保持装置たる森林バイオマスを破壊してしまうため、開墾地の土壌は速やかに消耗し、最大2年しか農地として利用できない。無理して営農を続けると妨害植生のチガヤ草原（アランアラン）となって不毛の土地になってしまうため、短期の営農を終えた後は速やかに放棄して自然の遷移に任せて森林の再生を待たなければならない。

### 湿地林
熱帯雨林は平地から標高1,000 m以上の産地に至るまで広く分布している。ところが低湿地に至ると、熱帯雨林が湿地林（スワンプ・フォレスト）に置き換わる。スワンプ・フォレストは樹高が低く、1層のみから形成されているため、日光も届く。しかしながら、過湿による酸欠などの腐植質の分解を妨げる条件によって、泥炭の形成が一様に進み、土壌が形成されない。このため、湿地林を切り開いたとしても、すぐに地表が沈み始め、沼のようになってしまう。たとえ盛り土をしても1年間で数メートルも沈下してしまう。

### マングローブ林
沿岸部に至ると、もう一度森林の様相が変化する。汽水域に広がるマングローブ林に置き換わるからである。マングローブ林においては、干潮時、満潮時において、海岸線の位置が数キロメートル、スマトラ島に至っては10 km以上も変化する。つまり、海岸線の位置が定まっていない。マングローブ林の土壌はマングローブの根が分泌する根酸のため、強い酸性となっている。したがって、焼き畑にも向かず、農業にとっては不毛の地であった。20世紀に至って、養魚産業が確立するまでは、マングローブ林は常に放置されてきた。
以上から、東南アジア島嶼部においては、河川沿いに狭い農地を形成する、山岳地の沢に不安定な田畑を開く、後述するサゴヤシのような熱帯特有の樹木を育てる以外に、デンプン質摂取を目的とした農業が維持できないことが分かる。

## ヒト以前からヒトへ

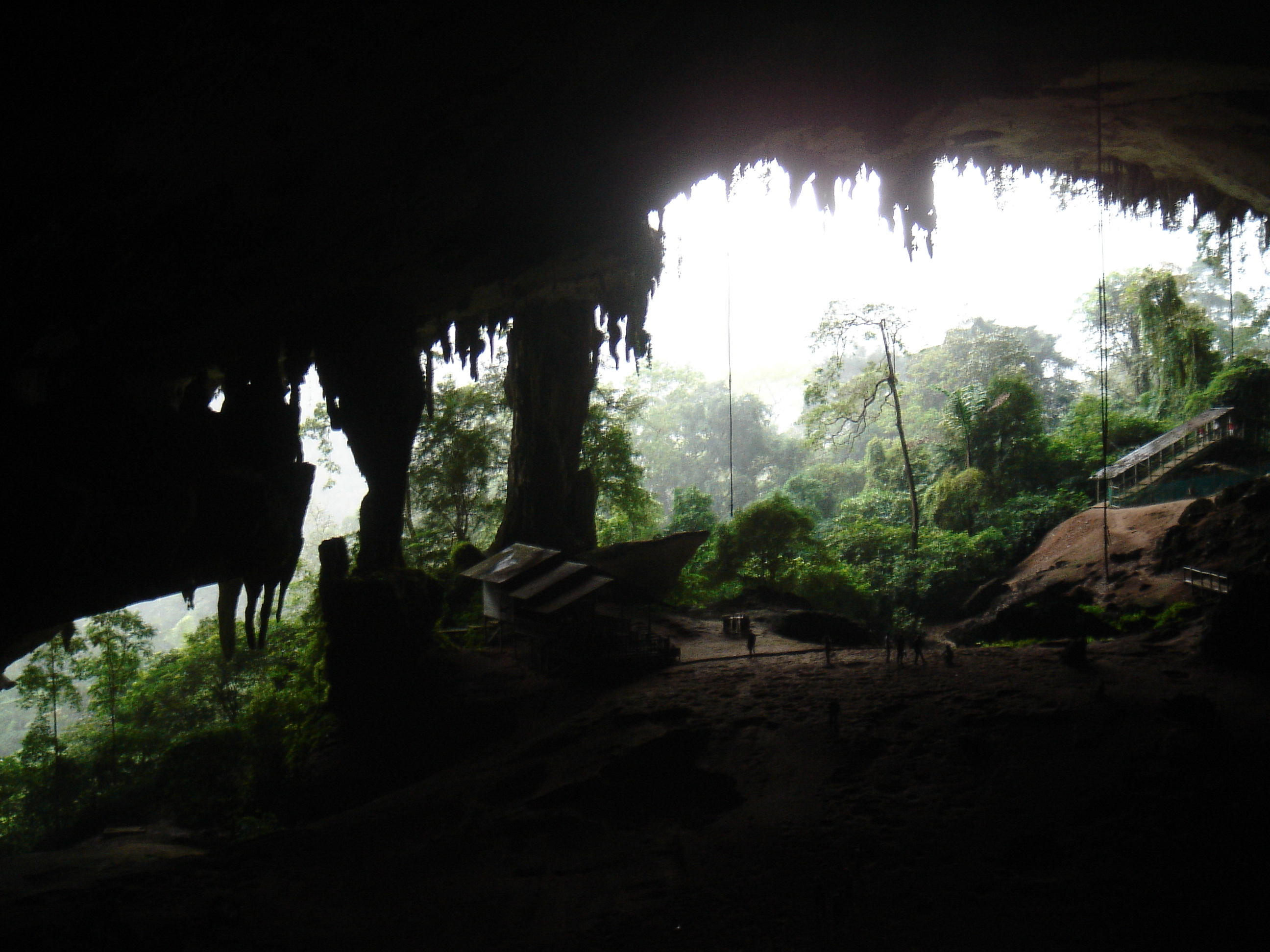
ニア洞窟入り口から外界を眺め上げたところ

猿人、原人、旧人、新人という初期人類から現世人類（新人）への分類に従うと、東南アジア島嶼部における最初の人類は1891年にオランダ人ウジェーヌ・デュボワが発見したジャワ原人（ホモ・エレクトス）だと言える。ジャワ原人は東南アジア人の祖先でないばかりか、原生人類の祖先でもない。しかしながら、氷河が発達した更新世（180万年前から1万年前）において、東南アジア島嶼部が人類の生存に適していたことが理解できる。
当時は氷床の発達により海水面が最大150 m低下していたため、東南アジア島嶼部は大陸部と繋がっており、ボルネオ島に至るまで大陸が伸びていた。これをスンダランドと呼ぶ。ボルネオ島と東隣のスラウェシの間を南北に走るマカッサル海峡は深く、当時も海峡として存在した。このため動植物の分布が東西で異なり、ウォーレス線として知られる。
旧人（ネアンデルタール人）の分布は地中海世界と中部ヨーロッパに限られており、東南アジアでは相当する人類は見られない。

## 先史時代

### ホアビン文化とドンソン文化
東南アジアの先史時代、つまり旧石器時代から鉄器時代にかけては、大陸部、特にベトナム北部を中心に進展した。最初期のホアビン文化は紀元前1万年前頃から、紀元前5000年頃まで継続した。旧石器時代に属し、土器は見られない。チョッパー、局部磨製石器、スマトラリスなどの打製石器が中心であった。
ホアビン文化の範囲は広く、ベトナム北部から現在のビルマを除くインドシナ、マレー半島全域、スマトラ島北部の一部に至った。ホアビン文化は根菜農耕文化であったことが分かっている。ホアビン文化を引き継いだのが、ベトナム北部にのみ見られるバクソン文化である。
土器はタイ北部において、紀元前4000年前から、直後に彩色土器も発見されている。
青銅器を用いたのは、紀元前1000年から西暦300年頃まで継続したドンソン文化である。ベトナム北部から現在のビルマを除くインドシナ、マレー半島全域、南西岸を除くスマトラ島全域、ティモール島を含む小スンダ列島全域、スラウェシ島全域、ボルネオ島南岸において、中央部がくびれた円筒形の青銅器（銅鼓）、さらに鉄器が見つかっている。
以上のように、東南アジア島嶼部の先史時代は、マレー半島、大スンダ列島、小スンダ列島を中心とした大陸系の文化の影響を強く受けていたことが分かる。しかしながら、南部を除いたボルネオ島主要部、フィリピンは独自の発展を続けた。

### ニア洞窟と遺跡
ブルネイの周辺領域における最も重要な遺跡は現在のブルネイから南西へ約100 km離れた現在のマレーシア、サラワク州に位置する鍾乳洞ニア洞窟、ボルネオ北端のマレーシアサバ州のティンカユ遺跡、マダイ洞窟、フィリピン本国からボルネオ島へ直線上に伸びるパラワン島中央部のタボン洞窟である。いわゆる洞窟遺跡、岩陰遺跡が目立つ。
ニア洞窟は、紀元前4万年から西暦700年という長い期間に渡って利用された遺跡であり、古人骨も発見されている。海岸から16km離れた石灰岩の丘に位置し、正面の河川から31mもの位置に開口部がある。ボルネオの山岳河川は最大5m以上も増水するため、この位置関係は住居として好ましい。開口部は幅244m、高さ61mもあるため、洞窟というより、大ホールとでも言うべき規模である。
紀元前4万年からは新人の頭骨と小型の剥片石器、チョッパー、骨製の尖頭器が、同3万年からは、骨製の尖頭器が大量に出土した。紀元前1万5000年前に至ると、屈葬・座葬・集骨埋葬など様々な形式の埋葬跡が見つかるようになり、同1万3000年から1万年前の層からは摩製石斧が、同6000年から4000年円筒形石斧が見つかった。土器や木棺、方角石斧が見つかるのは紀元前2500年前の時点である。埋葬様式も伸展葬に変化している。
金属器が見つかったのは紀元前250年の青銅器、西暦700年の鉄器である。このとき、同時に中国製のガラス玉と陶磁器も出土している。
ティンカユ遺跡は、紀元前2万8000年頃、火山の噴火により出現した堰止湖、ティンカユ湖の湖畔、もしくは湖内の島に形成された遺跡である。1万2000年前までの遺物が見つかる。石器は後述するタボン遺跡と似ているが、タボン遺跡には出土しない両面加工石器やナイフのように加工された石器が見つかっている。その直後、マダイ洞窟遺跡から石器が見つかるようになる。刃部に植物の切断による光沢が残った石器が登場する。いずれも海産の貝、淡水性の貝が主要な食糧であった。
タボン洞窟は炭素14による放射性年代測定によると、3万年前から9000年前に至る遺物が残っている。全期間を通じて出土するのは不定形の剥片石器が中心であり、時代が下るにつれて小型化する傾向にある。大陸部の剥片石器とは異なり、形状は不定形であり、細部の加工が見られるものは10%以下である。動植物体の遺物としては、コウモリの骨が中心であり、大型ほ乳類の骨はほとんど見つからない。さらに海岸から30km離れていることもあり、海産の貝も見当たらない。
以上のように、ボルネオ、フィリピン西部においては、大陸部とは異なる段階で先史時代が形成された。ニア洞窟の青銅器、鉄器は、中国との何らかの交易によるものとされている。

### ドンソン文化とラピタ文化
ドンソン文化による、銅鼓も1点だけではあるが、ボルネオ島最北部から発見されている。
ドンソン文化とボルネオの関係は未解明である。銅鼓以外にはっきりドンソン文化の影響が見られるのは「船」である。船といっても乗船するためのものではなく、葬儀に用いる死者の船、そして、青銅器に描かれる記号である。空を飛ぶためなのか、船は鳥と関連付けられており、鳥の頭と共に描かれる。
現代のブルネイの人口のうち4％が先住民族である。最有力の先住民族がダヤク人である。ダヤク人の伝統的な葬儀では鳥の頭と尾羽がついた「船」を棺として用いる。
もう一点未解明なのが新石器文化ラピタ文化とボルネオの関係である。ラピタ文化は台湾、もしくは中国大陸に起源があると考えられている。その後、フィリピンで展開し、紀元前1500年ごろにニューギニア島へ、さらに紀元前850年にはポリネシアのトンガ、サモアにまで伝わっている。ラピタ文化の担い手となる人々は航海術に優れ、ラピタ土器が遺物として重要である。ボルネオ島からもラピタ土器に分類できそうな遺物が見つかってはいるが、未解明である。

## 稲作の導入
紀元前1万年頃、長江中流、下流域で興った稲作は、ドンソン文化のようにマレー半島経由で伝わったのではなく、台湾、フィリピン、小スンダ列島という経路を辿った。東南アジア島嶼部に至ったのは紀元前2000年前後である。
稲作文化は東南アジアの伝統ではあるが、平原に広がる広大な田園という風景が当たり前になったのは18世紀以降である。稲作はまず陸稲という形で始まった。自然条件の節で解説したように、平地はどのようなものであっても、農業に向かない。そこで、焼き畑の一部として稲作が導入された。焼き畑の1年目に雑穀と稲を区別せずに栽培し、2年目に根菜を植え、収穫後放棄するという農法である。

### サゴヤシ栽培
東南アジア諸国は、降水量、降水の分布、土壌、地形などにより佐々木高明によると8つ、高谷好市によると7つの耕作区に分かれる。これはデンプン質源となる作物が、陸稲、水稲、水田、サゴヤシ、雑穀、イモなど、どの農法・作物に依存しているかによった分類である。
ブルネイの位置するボルネオ島の約半分の土地はセレベス島やモルッカ諸島と併せて「サゴ区」に分類されている。これは炭水化物摂取量のうち、サゴヤシ Metroxylon sago の占める割合が数割に達していることを意味する。
サゴヤシは、例えば日本の南部で見られる裸子植物のソテツに外見が類似し、同様に幹からデンプンが採取できるが、被子植物のヤシ科の植物である。植えてから16年、条件の良い場合は10年経過すると開花と結実に備えて、直径60cm、高さ15mの「幹」を形成し、ここにほぼ100％のデンプンを大量に蓄え、この全てを繁殖につぎ込み、種子を残して枯死する。これを開花前のデンプン量が最大になった時点で伐採し、地域によっても異なるが長さ60cmごとに切断する。幹の「皮」は数cmしかなく、内部は繊維質によって保持されたデンプン質の髄からなる。これを手斧でほぐしながら水で洗い流し、網などを通して繊維質を取り除き、最後に沈殿させる。このようにして1本あたり、水を含んだ重量ではあるが150kgものデンプン質が得られる。
サゴヤシ農法の利点は、作業手順を見れば分かる通り、最も労働力がかからずに大量のデンプンを生産できる農法であるとされていることである。泥炭土壌で栽培でき、栽培によって土壌が劣化することもない。熱帯雨林沿岸部に最も適した作物だと言える。ソテツなどとは異なり、組織に毒性のある物質も含まれていないため執拗に水さらしをせずにすむ。
サゴヤシの問題点は、ほぼ100％のデンプン質しか得られないことであり、米のように良質のアミノ酸組成のタンパク質を含まず、味も淡白であるため、それを補う副食を必要とする。その一方で、デンプン採取に使う水に由来するといわれるがサゴデンプンには鉄分が多く含まれ、これを主食とする住民には鉄欠乏性の貧血が少ないことも報告されている。

## 東西の文明をつなぐ貿易路の形成

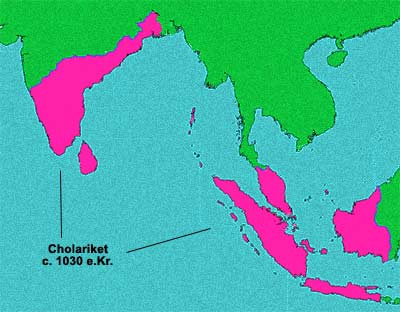
チョーラ朝の版図（1030年ごろ）

沿岸部の河川域を中心とした小規模な港が他の文明世界といつ頃から交流し始めたのか、最初期の記録、西側から見た記録は、西暦60年から70年頃に記された『エリュトラー海案内記』に見られる。エリュトラー海とは、ギリシャ人が紅海、ペルシャ湾、インド洋を併せた海域を呼ぶ用語である。エリュトラー海案内記には、ローマ人がコショウの産地として非常な関心を抱いていた南インドを中心として描かれている。アレキサンドリア・紅海・ペルシャ湾・インドという航路は紀元前1世紀から利用されていた。インド南部から左に陸地を見て進んで行くと「ガンゲース」（ガンジス川）に至り、さらに進むとクリュセー（マレー半島）と呼ばれる島が、さらに北に進むと、ティーナ（シナ）に到達するとある。従って、ギリシャ側からは、インドと中国を結ぶ航路が認識されていた。
中国側からは、後漢の班固、班昭によって記された前漢について記した『漢書』の「地理志」に中国とインドの貿易について記述がある。貿易品目にはインド、中国のいずれも産出しない「犀」などが見られることから、紀元前には、東南アジア諸国が貿易に参加していたことが分かる。
当時の貿易路は、両端ではローマと漢を結んでいたが両者の直接的な貿易交渉はほとんどなかった。貿易の中心点はインドであり、インドの産物を西のローマと東の漢が輸入し、代わりに金を輸出していた。

## インドの影響
貿易が盛んになると、インド人商人自らが船を仕立て、東南アジア島嶼部、特にマレー半島に来航するようになった。インド人は金を求めて、マレー半島側は鉄器と鉄材が必要だった。こうして、港を管理する首長、王の権威が確立されていき、港を中心とした都市国家、港市が成立していった。『梁書』の「海南伝」によると、梁書が記された6世紀には既に港市が成立して四百余年とあり、西暦2世紀には港市が開かれていたことが分かる。
さらに貿易関係が強固になると、港市側に居住し、商品だけを送り出すインド人商人も現れた。当時のインドでは、ヴィシュヌ信仰を中心としたヒンドゥー教、仏教が信じられていたため、首長の中にはインドの宗教に従うものもいた。
4世紀から5世紀頃、インドでチャンドラグプタ1世が開いたグプタ朝が影響力を拡大して行った。グプタ文化のうち、サンスクリット語、デーヴァナーガリー文字、バラモン教、装飾品や衣服が特に東南アジア島嶼部に強い影響を与えた。現代に至っても漢字文化を持続させたベトナムなどを除き、東南アジア諸国の文字はデーヴァナーガリー文字に由来する。ブルネイの歴史家Al-Sufriは、現代においてもブルネイ人が高位を表す称号、石碑に記す文字にサンスクリット語を由来を意識せずに使うという。例えば、Pengiran Setia NegaraやPengiran Putera Negaraといった称号がサンスクリット語に由来するという。

## 中印貿易

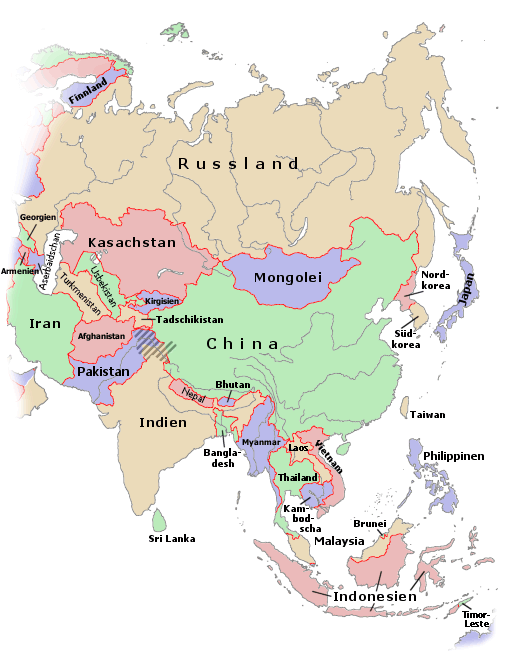
現代のインド、中国、東南アジアの位置関係 国家の名称や範囲は異なるが、中印貿易における位置関係は当時と同じである。

東南アジア諸国の第一の貿易相手国は中国である。中国の王朝との貿易を進めるためにはまず皇帝の権威を承認する朝貢が必要となる。ブルネイの朝貢については971年に当時の宋に対して行った記録が残っている。当時のブルネイの情勢は、南宋代の書物『諸蕃志』に「渤泥国」として記録されている。諸蕃志自体は13世紀の趙の手によるが、趙本人が諸外国を旅したのではなく、前世紀から集まっていた記録を利用している。

### 諸蕃志による記録
諸蕃志巻上には東南アジア諸国を中心に諸国の情勢が記録されている。倭国（当時の日本）も見える。それぞれの国の位置関係、行程に基づいた距離、生活習慣、農業や宗教についてまとめたものだ。巻下は「志物」と題して、主な貿易品目について解説がある。脳子や乳香、没薬など、植物性の香料に関する記事が大半を占める。
ブルネイの位置については、「渤泥在泉之東南去闍婆四十五日程」とし、ジャワから45日、「去三仏齋四十日程」、シュリービジャヤから40日とある。国の規模については「其國以板為城城中居民萬余人所統十四州」とし、王都の人口が1万人であって、14州を治めていた、つまり、漁村などというものではなく、都市国家として成立していたことが読み取れる。
ブルネイは穏やかな南シナ海に面し、湾内に河口を持つという良港たる条件を満たしていた。

## ポルトガル人の登場
植民地化を目指して東南アジアに最初に到達したヨーロッパ人はポルトガル人である。ポルトガルはアフリカ大陸各地に寄港地を作りながら、1498年インドのカリカットに到達、インドより先にさらに貿易路があることを確認すると、香辛料の産地に向かって拠点を延ばしていった。1510年、アフォンソ・デ・アルブケルケはインドのゴアを占領、アルブケルケは1511年マラッカ王国が支配していた港を占領する。当時の港市都市は拠点としていた港が落ちると、国ごと他の拠点に移動していたため、マラッカ王国も移動する。イスラム商人はマラッカ以外の貿易港を求め、ブルネイに至った。1512年にフェルディナンド・マゼラン遠征隊が寄航。1542年と1550年にリゴールとアユタヤ王朝に貿易船を派遣した記録が残っている。

## スペイン人の衝撃とイスラム
フィリピン社会は、バランガイという家族集団の集まったものが単位となって構成されていた。バランガイは台湾など他の地域からフィリピン諸島に移住してきた移民船を単位にした集団だと考えられている。フィリピンにはバランガイよりも上位の社会集団がなく、王や国家などは存在していなかった。特に大きなバランガイを治める首長が存在していただけである。
そこに1521年、太平洋を横断し、東からやって来たスペイン艦隊の長フェルディナンド・マゼランがヴィサヤ諸島（現在のフィリピン）に到着する。ヴィサヤ島、リマサワ島、セブ島が従ったが、マクタン島の英雄ラプ・ラプは、植民地化の尖兵マゼランを倒しスペイン人をはねのけた。
リーダーを失ったマゼラン艦隊が次に寄港したのが、ブルネイである。1521年、ブルネイ湾にマゼラン艦隊が入港。ブルネイは港市都市であるため、マゼラン艦隊とも取引を行う。艦隊側では、ブルネイの情勢を調査し、湾内に2万5000戸の水上家屋があることを確認している。ほとんどがイスラム教徒であり、王族だけは陸上に居を構えていたことも記録に残している。
この頃、ブルネイ以外のボルネオ島諸都市がイスラム化したと考えられている。
1526年、今度はマラッカから東に進むポルトガル人がブルネイに至った。ポルトガル人の目的はモルッカ諸島にあったが、マラッカからジャワ、ボルネオ間を進むとイスラム教徒の船舶が多く、わざわざ北から回り込むことを考えていた。中国大陸マカオへの中継地点としても活用した。ブルネイの運命を決めたのが、スペイン、ポルトガルとの関係である。ブルネイ王室はイスラム教徒だったマニラの首長と姻戚関係にあり、同盟も結んでいた。もちろん、貿易関係も重視していた。ところが、1564年、フェリーペ二世の命令により、スペインのフィリピン遠征隊が組織されてしまう。隊を率いていたのは、ヌエバ・エスパニャ副王領下でメキシコ市長を務めたスペイン生まれの貴族ミゲル・ロペス・デ・レガスピ（1505年-1572年）であった。
レガスピ隊は4隻の帆船と380名の部下を率いて太平洋を横断。途中1隻が離脱したものの、1565年2月にはヴィサヤ諸島へ到着した。まず、2カ月を要してフィリピン中央南部のセブ島に植民地を建設し、セブ植民地を拠点に周辺の島々を侵略していく。1567年メキシコから増派を受ける。
ブルネイ船はレガスピ隊と何度も海戦を交えた。ブルネイがポルトガルと同盟を結ぶことはなかったが、スペイン側の攻撃は分散された。1568年ポルトガルはセブ港を攻め、レガスピ隊はネグロス島を挟んで北西に位置するパナイ島に逃れた。1570年、レガスピ隊は北に向かって島伝いに占領を続ける。マニラが貿易都市として有力であることを発見すると、マニラの王を騙し、マニラを落とすと、パナイ島に戻った。マニラに植民都市を建設したのはようやく1571年だったが、ブルネイ側もフィリピン海域の拠点を次々に失い、貿易から閉め出されてしまう。さらに1578年、ブルネイのヴィサヤ諸島に対する権利を全て譲ることを認めさせる。北ボルネオの一部も失った。1580年、ヨーロッパにおいてスペインのフェリペ二世がポルトガルを併合、もはやブルネイを助ける勢力は残っていなかった。
マニラの植民地確立に忙しいスペインはそれ以上ボルネオを追撃しなかった。1582年のスペインと倭寇との戦闘ののち、ブルネイは最後の反撃に出る。1587年、マニラ周辺の首長はマニラ港を訪れていた日本船と同盟を結び、スペインに戦いを挑む。ブルネイは背後から資金を援助した。しかし、スペイン勢力を後退させることはできなかった。同年、ブルネイは寄航したポルトガル船に同乗していたスペイン人神父二人を殺害した。
スペインは、1565年に始まったメキシコ（アカプルコ）・フィリピン（セブ・マニラ）・中国を結ぶガレオン貿易を軌道に乗せると、有望な資源のないブルネイに再び興味を示すことはなかった。メキシコが産する膨大な銀の約半数は中国に渡り、中国から絹織物を購入することで、利益を獲得できたからである。資源のないフィリピンは中継点としてのみ機能した。1599年にブルネイとスペインの間に和平が成立した。
一方、1640年にスペインから独立したポルトガルもモルッカ諸島の手前、スラウェシ島南西部の港湾都市マカッサルを占拠。モルッカ・マカッサル・マラッカ・ゴア…、という東から西を結ぶ最短経路を結ぶ貿易路を確立し、北に大きく逸れたブルネイに対する興味を失って行く。
ブルネイはヨーロッパ世界からの最初の侵略を逃れることができた反面、主要な貿易相手を失い、次第に衰えて行った。

## オランダ人の支配
1596年、第三の勢力、オランダ人がジャワに到達した。ポルトガル人も香辛料貿易を独占しようとしたが、交易拠点の支配で満足した彼らと異なり、オランダ人は栽培地に至るまで占拠して面的に支配地を拡大し、栽培地を監視し、香辛料を生み出す樹木が持ち出されないよう、さらに、栽培区域外で若芽を発見した場合は、有無を言わさず焼き払った。
1605年にアンボイナ占領し、1619年、最大港市だったジャワに総督を置き、バタヴィアを建設する。1621年、バンダ島民を虐殺。1623年、進出して来た第四の勢力イギリスの商館を襲い、やはり虐殺した。イギリスは150年以上、東南アジア島嶼部の植民地化から排除された。
1641年にはポルトガルからマラッカを奪い、北に向かっては1623年にポンフー諸島、1624年から1661年にかけて台湾を占領し、東南アジア島嶼部はフィリピンを抑えたスペイン、東部に押しやられたポルトガルを除き、オランダ以外の勢力が拡大する可能性がなくなった。しかし、オランダが支配する地域はごく僅かな点に過ぎず、大部分の土地はオランダ人はおろか、元々の都市国家の支配も受けない無人の地であった。
オランダの拡張は、この後非常にゆっくりとしたテンポで進んで行く。1699年にジャワにコーヒーを持ち込み、貿易で高い利潤を上げることに成功。1758年、オランダはようやくジャワ島の植民地化を完了。しかしながら、オランダ東インド会社は、本国政府の監督下にはなく、経営状態は未公開であり、経営陣の私物化が著しかった。このため、独占的に輸出できる商品作物があったにも関わらず、収支は大幅な赤字となっていた。ナポレオンにより、オランダに共和政府が誕生すると、真っ先に旧態依然としたオランダ領東インド会社がやり玉に上がる。1799年には会社が解散させられてしまった。
会社に代わり、植民地政府が成立すると、植民地自体で財政を黒字化することを求められた。このため、最終的に強制栽培制度に到る現地の首長を間接的に利用した支配を固めていく。
オランダは利益が上がる地域から、首長間の紛争や後継者争いに乗じて、じわじわと勢力範囲を伸ばして行った。オランダの戦力は地元の首長の戦力の合計より少ないことも多く、間接的な方法を使う必要があったからである。
1848年、ようやくバリ島を征服。1849年、ティモール島をポルトガルとの間で分割。1872年、スマトラ島の征服をほぼ完了し、イギリスと不干渉条約（スマトラ条約）を結ぶ。1873年から1904年、最後まで抵抗していたスマトラ島最北部のアチェ王国を攻略する。同年、オランダ領東インドが成立した。オランダは利益に繋がらない占領には興味がなく、他に競合するヨーロッパ諸国もなかったため、ボルネオ島の占領、開発に乗り出すことはなかった。

## イギリス人の再登場

マライ半島植民地化の状況（1922年）

1786年、イギリスはマレー半島の西岸、シャムの影響力が強かったペナン島の領有に成功する。マラッカ海峡の最北部にあたり、オランダからは脅威と見なされなかった。
フランスとの戦争に乗じて1811年から1816年にかけてジャワを占領したが、イギリス政府は、短期的な利益の見込めないジャワをオランダに返還することに同意。行政官のラッフルズはジャワ返還に反対したが、職を辞す結果に繋がった。ラッフルズは、マラッカ海峡にイギリスが食い込む方法を研究、現地視察を重ねる。1819年、ジョホール海峡の南に広がる森林地帯、シンガポールを開発すれば良港になりうることを見抜く。現地首長との交渉により、シンガポール領有に成功した。その後、首長単位、港市単位に粘り強い交渉を重ね、首長に高額の年金など一見有利な条件を見せて、保護国化を進めて行く。
スズ鉱山へ中国人、ゴム農園にインド人を大量に導入し、人種ごとに法律や税金を変えるなど、人種間の争いが進む方向に誘導し、イギリス支配に対する反発を逸らすことに成功した。

## ブルネイの窮状とブルック王国（イギリス）の成立
イギリスはオランダとの条約により、マレー半島と無価値と思われていたボルネオ島北部に関する権利を獲得している。しかし、イギリスとしてもボルネオ北部の開発に乗り出す積極的な理由はなかった。
ここで、当時はブルネイの領土だったサラワクに1839年に現れた探検家、ジェームズ・ブルックが頭角を表す。彼はシンガポールを「発見」したラッフルズに憧れ、自ら植民地を開きたいと考えていた。ブルネイ側は19世中盤におけるダヤク人（海ダヤク）の北へ、海岸線へと向かう動きに悩まされていた。ダヤク人はそれまで外界と接した経験がなかったためか、奇妙な戦闘集団を結成、ヒトの頭骨を集め始めた。ブルネイ首長はダヤク人との戦闘を恐れ、ブルックに戦いを任せる。
ブルックは沿岸地域に居住していたダヤク人（陸ダヤク）と手を結び、イギリス人の戦死者（頭骨を取られたもの）を1人に抑え、勝利する。ブルネイ王から蕃王（ラジャ）の称号を与えられたブルックは、サラワク王国を建てた。しかし、ブルックには領土拡大の意志があり、ブルネイは度重なる戦闘で、国土の大部分を失ってしまう。1867年にジェームズ・ブルックが亡くなると、二代目のチャールズ・ブルックが跡を継ぐ。

## 日本の統治

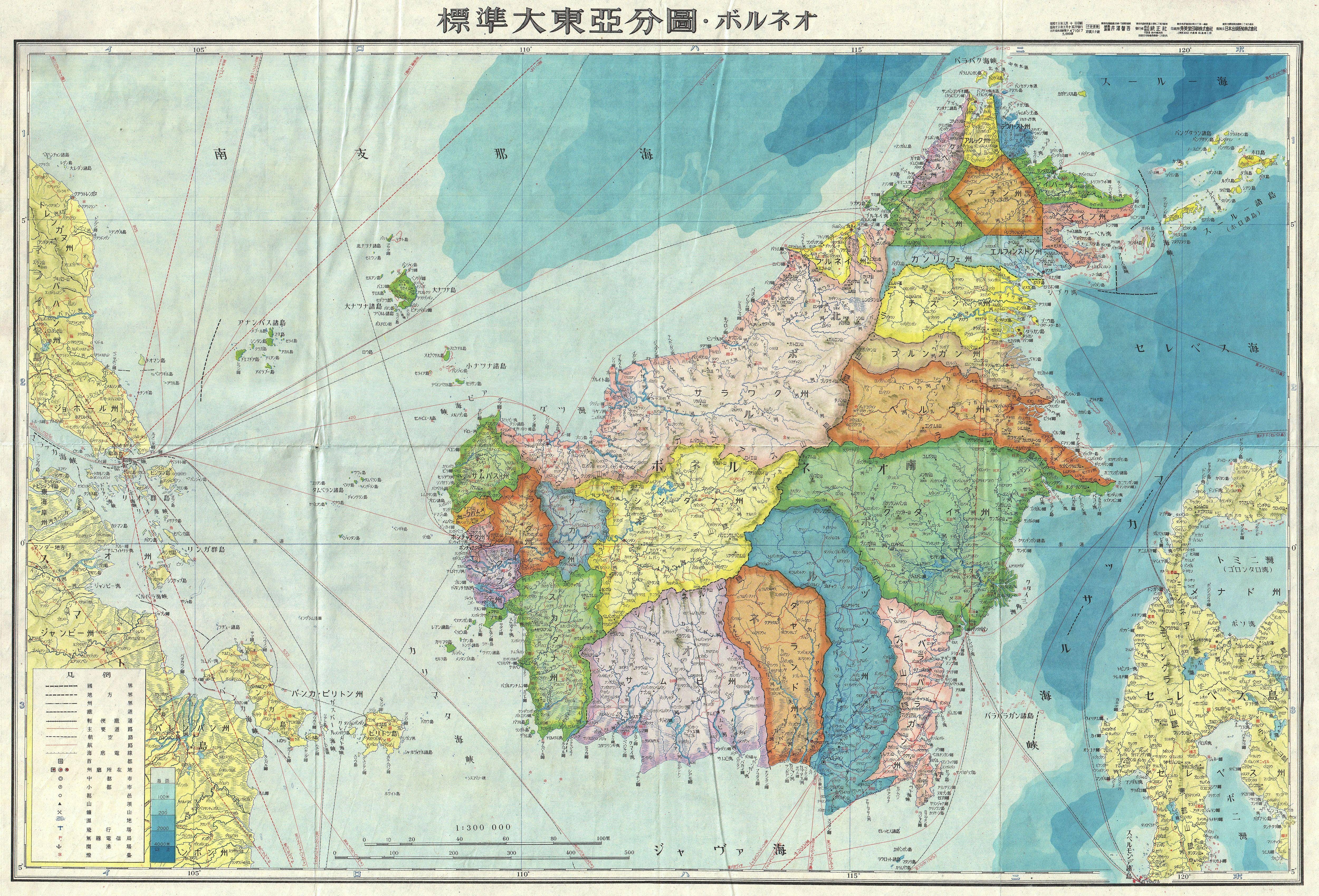
1943年発行のボルネオ島の地図。現在のブルネイにあたる地域はブルネイ州と表記されている。

第二次世界大戦が始まり、この地を支配していたイギリスを日本軍が排除した結果、1942年より日本の戦時統治が始まり、ブルネイ県が設置される。
この統治中、木村強がブルネイ県知事として着任した。木村は約1年の在任期間中、軍部の反対を抑えて多くのインフラ設備・公共設備への投資を行い、後のブルネイの経済発展に繋げた。また、首狩り族とブルネイで恐れられ、日本軍にも抵抗し、ブルネイ国王のアマド・タジュディンも全滅を考えていたイバン族を必死に説得して協力させ、ブルネイの発展に作業させた。この当時、木村の助手を務めていたのがアマド・タジュディンの弟のオマル・アリ・サイフディン3世であり、終戦後、国王に即位した彼が木村を招待したというエピソードもある。
なお、ブルネイ港は軍港としても機能し、日本海軍連合艦隊の主力が停泊したこともあった。有名な所では、1944年のレイテ沖海戦における栗田艦隊はブルネイから出撃した。1945年8月15日の終戦により日本軍は順次撤退、この統治は終わった。

## ブルネイ王の系図
ブルネイの国王

### 歴史的な記録
- イブン・バットゥータ『大旅行記 6』、家島彦一訳注、平凡社、2006年 ISBN 4582806910 - インドのデリーから東南アジアを経由して中国の泉州にいたるイスラムの大旅行家の手記
- トメ・ピレス『東方諸国記』、生田滋、池上峯夫、加藤栄一--ほか訳、岩波書店、1973年
- 趙汝适『諸蕃志校釈』、楊博文校釈、中華書局出版、1996年 ISBN 7101012795
- 趙汝适『諸蕃志』、藤善真澄編、関西大学出版部、1991年 ISBN 4873541301
- 周去非『嶺外代答』、周去非校釈、文殿閣書莊、1937年

### ブルネイの通史を扱ったもの
Graham Saunder, A History of Brunei, Oxford University Press, 1994 ISBN 070071698X - 一般に入手できる唯一のブルネイ通史を扱った書籍だと考えられる。

### ブルネイの歴史の一部を扱ったもの
- Pehin Orang Kaya Amar Diraja Dato Seri Utama (Dr.) Haji Awang Muhammad Jamil Al-Sufri『ブルネイの古代史 古代とイスラム教の発展』、鷲見正訳、社団法人日本ブルネイ友好協会、1995年 - 6世紀から14世紀ごろまでのブルネイ史をまとめたブルネイ人による書籍、類書がない。
- 鷲見正『18世紀までのブルネイの歴史と東西文化の交流』、社団法人日本ブルネイ友好協会、1993年

### 東南アジアの歴史の一部としてブルネイの歴史にふれたもの
- 坂井隆、西村正雄、新田栄治『世界の考古学 8 東南アジアの考古学』、同成社、1998年 ISBN 4886211585
- 大学と科学公開シンポジウム組織委員会編『東南アジア考古学最前線』、クバプロ、2002年 ISBN 4-87805-009-8 - 目次のPDFファイル
- 弘末雅士『東南アジアの建国神話』、山川出版社、2004年 ISBN 4634347202
- 石澤良昭、生田滋『世界の歴史13 東南アジアの伝統と発展』、中央公論社、1998年 ISBN 412403413X
- 池端雪浦、生田滋『世界現代史6 東南アジア現代史II』、山川出版社、1972年 - フィリピン・マレーシア・シンガポールを扱った巻、16世紀から1970年代までを扱う
- 大林太良、高谷好一、尾本惠市--ほか『民族の世界史6 東南アジアの民族と歴史』、山川出版社、1987年 ISBN 4634440601
- 池端雪浦、深見純生、末弘雅士--ほか『新版 世界各国史6 東南アジア史II』、山川出版社、1999年 ISBN 4634413604 - 島嶼部、すなわちインドネシア、フィリピン、マレーシア、シンガポール、ブルネイを扱う
- 早瀬晋三『海域イスラーム社会の歴史 ミンダナオ・エスノヒストリー』、岩波書店、2003年 ISBN 4000224336 - フィリピンを主に扱う
- 石井米雄、桜井由躬雄『ビジュアル版世界の歴史12 東南アジア世界の形成』、講談社、1991年 ISBN 406188512X
- イアン・バーンズ、ロバート・ハドソン『大陸別世界歴史地図2 アジア大陸歴史地図』、増田えりか訳、東洋書林、2001年 ISBN 4887215045 - アジア全域を対象とする
- 三浦暁子『ボルネオの白きラジャ ジェームズ・ブルックの生涯』、NTT出版、2006年 ISBN 4757141459 - 多少エッセイが加わるが、ブルックについてのよい出発点となる書籍
- 山本達郎編著--ほか『岩波講座 東南アジア史 第1巻  原史東南アジア世界』、岩波書店、2001年 ISBN 4000110616
- 石澤良昭編著--ほか『岩波講座 東南アジア史 第2巻  東南アジア古代国家の成立と展開』、岩波書店、2001年 ISBN 4000110624
- 石井米雄編著--ほか『岩波講座 東南アジア史 第3巻  東南アジア近世の成立』、岩波書店、2001年 ISBN 4000110632
- 桜井由躬雄編著--ほか『岩波講座 東南アジア史 第4巻 東南アジア近世国家群の展開』、岩波書店、2001年 ISBN 4000110640
- 斉藤照子編著--ほか『岩波講座 東南アジア史 第5巻 東南アジア世界の再編』、岩波書店、2001年 ISBN 4000110659
- 加納啓良編著--ほか『岩波講座 東南アジア史 第6巻 植民地経済の繁栄と凋落』、岩波書店、2001年 ISBN 4000110667
- 池端雪浦--ほか『岩波講座 東南アジア史 第7巻 植民地抵抗運動とナショナリズムの展開』、岩波書店、2002年 ISBN 4000110675
- 後藤乾一編著--ほか『岩波講座 東南アジア史 第8巻 国民国家形成の時期』、岩波書店、2003年 ISBN 4000110683
- 末廣昭編著--ほか『岩波講座 東南アジア史 第9巻 「開発」の時代と「模索」の時代』、岩波書店、2002年 ISBN 4000110691
- 池端雪浦編--ほか『岩波講座 東南アジア史 別冊 東南アジア史研究案内』、岩波書店、2003年 ISBN 4000110705

### 文化史、民族史、貿易史の観点から、東南アジア・ブルネイの歴史にふれたもの
- 山田憲太郎『香料の道』、中央公論社、1972年
- 山田健太郎『香料の歴史』、紀伊國屋書店、1994年 ISBN 4314006544
- 山田憲太郎『スパイスの歴史』、法政大学出版局、1995年 ISBN 4588050877
- リュシアン・ギュイユ『香辛料の世界史』、池崎一郎、平山弓月、八木尚子訳、白水社、1998年 ISBN 456005682X
- 長澤和俊『海のシルクロード史』、中央公論社、1989年 ISBN 4121009150

### ブルネイに関する入門書
- 下元豊『もっと知りたいブルネイ』、弘文堂、1986年 ISBN 4335510195

### 東南アジアの農業史・農業・植生・動物に関するもの
- 高谷好一『東南アジアの自然と土地利用』、勁草書房、1985年
- 山田俊弘、「熱帯樹木の根の形態とその生態学的意義」 - PDF形式
- Borneo lowland rain forests - 世界自然保護基金 (WWF) によるボルネオ低地熱帯雨林に関する要約
- 安間繁樹『ボルネオ島 アニマル・ウオッチングガイド』、文一総合出版、2002年 ISBN 482992165X

### 東南アジア全般を扱ったもの
- 石井米雄、高谷好一、前田成文--ほか『新訂増補 東南アジアを知る事典』、平凡社、2001年 ISBN 4582126219

### 歴史的な統計資料
- B.R.ミッチェル『マクミラン世界歴史統計(II) 日本・アジア・アフリカ篇』、北村甫訳、原書房、1984年 ISBN 4562014350 - 19世紀後半から1980年代までの生産統計を中核とする

### イスラム教に関するもの
- 日本イスラム協会監修『新イスラム事典』、平凡社、2004年 ISBN 4582126332